# Aire d'attraction d'Angoulême
L'aire d'attraction d'Angoulême est un zonage d'étude défini par l'Insee pour caractériser l’influence de la commune d'Angoulême sur les communes environnantes. Publiée en octobre 2020, elle se substitue à l'aire urbaine d'Angoulême, qui comportait 103 communes dans le dernier zonage qui remontait à 2010.

## Définition
L'aire d'attraction d'une ville est composée d’un pôle, défini à partir de critères de population et d’emploi ainsi que d’une couronne constituée des communes dont au moins 15 % des actifs travaillent dans le pôle. Le pôle d’attraction constitue ainsi un point de convergence des déplacements domicile-travail,.

## Type et composition
L’aire d'attraction d'Angoulême est une aire intra-départementale qui comporte 92 communes en Charente. 
Elle est catégorisée dans les aires de 50 000 à moins de 200 000 habitants.
Dans la région, la population est relativement peu concentrée dans les pôles. Ainsi, moins d’un tiers de la population y vit contre plus de la moitié au niveau national. C’est en particulier le cas pour l’aire d'attraction d'Angoulême qui présente une population de 199 924 habitants localisés dans la région et dont 26,7 % résident dans le pôle.
En Bretagne, la population augmente de 0,6 % par an en moyenne entre 2007 et 2017 (+ 0,5 % en France). Pour l’aire d'Angoulême, elle est de 1,1 %. Le nombre d’emplois présents dans l’aire d’attraction est de 78 661.

### Carte

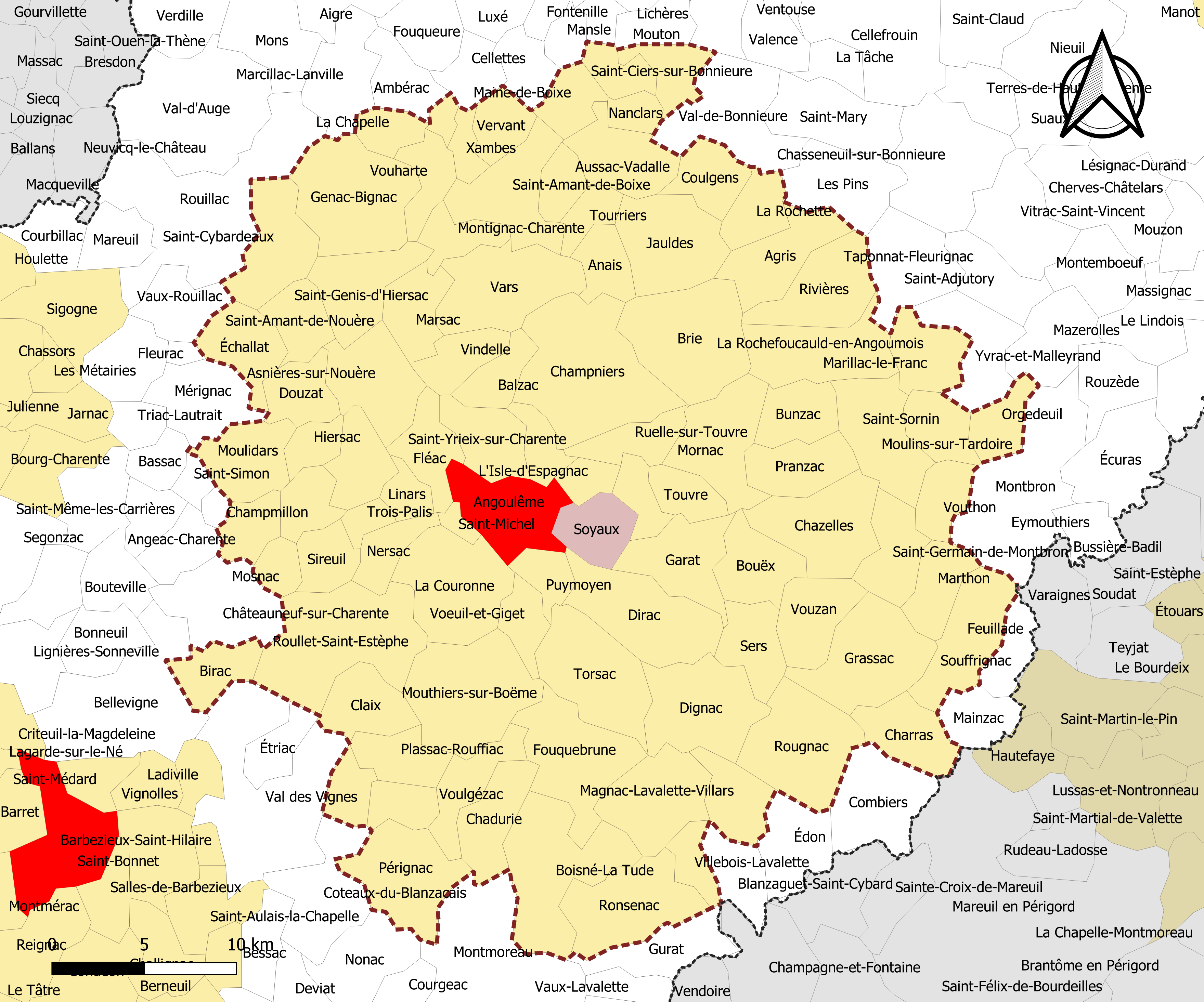
Carte de l'aire d'attraction d'Angoulême.
Commune-centre
Commune du pôle principal
Commune de la couronne

### Composition communale
| Catégorie                 | Département | Communes | Communes |
| Catégorie                 | Département | Nombre   | Libellé |
| ------------------------- | ----------- | -------- | --- |
| Commune-centre            | Charente    | 1        | Angoulême. |
| Commune du pôle principal | Charente    | 1        | Soyaux. |
| Communes de la couronne   | Charente    | 90       | Agris, Anais, Asnières-sur-Nouère, Aussac-Vadalle, Balzac, Bécheresse, Birac, La Boixe, Bouëx, Brie, Bunzac, Chadurie, Champagne-Vigny, Champmillon, Champniers, La Chapelle, Boisné-La Tude, Charras, Chazelles, Claix, Coulgens, Coulonges, La Couronne, Dignac, Dirac, Douzat, Échallat, Feuillade, Fléac, Fouquebrune, Garat, Genac-Bignac, Gond-Pontouvre, Grassac, Hiersac, L'Isle-d'Espagnac, Jauldes, Linars, Magnac-lès-Gardes, Magnac-sur-Touvre, Maine-de-Boixe, Marillac-le-Franc, Marsac, Marthon, Mornac, Mosnac-Saint-Simeux, Moulidars, Mouthiers-sur-Boëme, Nanclars, Nersac, Orgedeuil, Pérignac, Plassac-Rouffiac, Pranzac, Puymoyen, Puyréaux, Rivières, La Rochefoucauld-en-Angoumois, La Rochette, Ronsenac, Rougnac, Roullet-Saint-Estèphe, Ruelle-sur-Touvre, Saint-Amant-de-Boixe, Saint-Amant-de-Nouère, Saint-Ciers-sur-Bonnieure, Saint-Cybardeaux, Saint-Genis-d'Hiersac, Saint-Germain-de-Montbron, Saint-Michel, Saint-Saturnin, Saint-Sornin, Saint-Yrieix-sur-Charente, Sers, Sireuil, Torsac, Tourriers, Touvre, Trois-Palis, Vervant, Moulins-sur-Tardoire, Villebois-Lavalette, Villejoubert, Vindelle, Vœuil-et-Giget, Vouharte, Voulgézac, Vouthon, Vouzan, Xambes. |